# Copestylum tacanense
Copestylum tacanense är en tvåvingeart som beskrevs av Rotheray och Albany Hancock 2007. Copestylum tacanense ingår i släktet Copestylum och familjen blomflugor. Inga underarter finns listade i Catalogue of Life.